# 相良油田

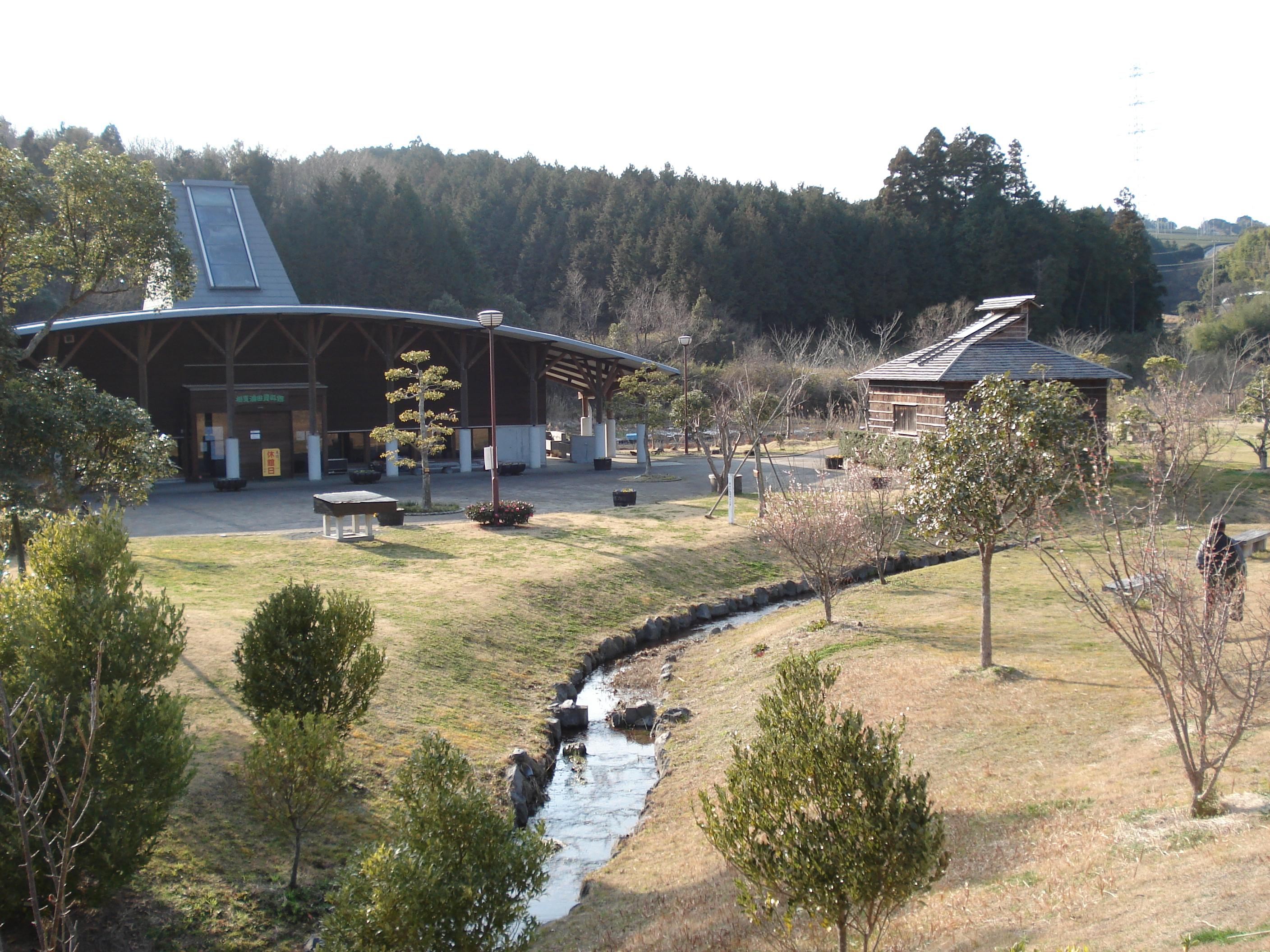
油田跡を整備して作られた相良油田の里公園。

相良油田（さがらゆでん）は、静岡県牧之原市西部（旧・榛原郡菅山村、後に相良町内）にある油田。石油採掘は停止しているが、油井そのものと簡単な試験ができる程度の設備は保存されている。

## 概要
日本では太平洋岸唯一の産油地だったが、1955年（昭和30年）頃に採掘停止になった。世界的にも希な軽質油であり、精製せずにそのままで自動車が動くほどである。
相良油田は、1872年（明治5年）2月に、海老江村の谷間で油くさい水が出ることと聞いた、元彰義隊士で駿府藩士であった村上正局によって発見されたことに始まる。同年3月に、村上から鑑定依頼を受けた静岡学問所の外国人教師エドワード・ウォーレン・クラークによって、それが石油と判定された。
それを聞きつけた日本の石油王として知られる石坂周造が、1873年（明治6年）に菅ヶ谷に開坑して手掘りにより採油が行われ、同年10月には米国製の網堀り機が導入された（日本で最初の機械掘り）。最盛期の1884年（明治17年）頃は、約600人が働き、240坑の油井から年間721キロリットル（ドラム缶約3600本分）が産出されていた。
採油を停止したのち、相良油田石油坑は1980年（昭和55年）11月28日に静岡県指定文化財（天然記念物）となった。
1993年、京都大学大学院の今中忠行（現在：立命館大学生命科学部）は、 相良油田から石油分解菌「オレオモナス・サガラネンシス HD-1株」を単離した。
2007年（平成19年）、経済産業省の近代化産業遺産に認定された。

## 産出油の成分
ガソリン34% 灯油34% 軽油22.5% 重油9.5%。非常に軽質であり低粘度、ウイスキーやブランデーのような透き通った琥珀色の液体である

## 現在の採掘状況
現在では観光と研究用に残されている油田にて、数年に一度の採掘試験を行っており、この模様はイベントとして一般に公開されている。この際に汲みたての原油からゴミを濾紙にて濾しただけの精製前原油を使い、原動機付自転車などのガソリンエンジンや農業用発動機の始動実演が行われている。

## 施設
油田跡は「相良油田の里公園」として整備されている。また、相良油田資料館（牧之原市菅ヶ谷2525-1）がある。